# Gruffudd ab Ifor
Gruffudd ab Ifor (auch Gruffydd ab Ifor) († 1210) war ein walisischer Adliger.

## Leben
Gruffudd ab Ifor war ein Sohn von Ifor ap Meurig, dem Herrn der walisischen Herrschaft Senghenydd. Vor 1175 trat er als Erbe seines Vaters die im Bergland von Glamorgan gelegene kleine Herrschaft an. In diesem Jahr begleitete er seinen Onkel Lord Rhys an den Hof des englischen Königs Heinrich II. in Gloucester. Offenbar hatte Gruffudd zu Earl William of Gloucester nicht so ein feindliches Verhältnis wie sein Vater, denn William bestätigte die Schenkungen von Gruffudd an Margam Abbey im oberen Tal des River Taff um Bargoed und Capel Gwladus. Gruffudd selbst schenkte der Abtei Besitzungen in der Umgebung von Leckwith bei Cardiff. Seine Brüder Cadwallon und Meriadoc dienten 1188 als Kommandanten von 300 walisischen Soldaten, die im Dienst von König Richard I. von Glamorgan nach London zogen, um im Krieg gegen den französischen König Philipp II. Zu kämpfen. Gruffudd selbst kämpfte im Dienst von König Johann Ohneland im Französisch-Englischen Krieg ab 1202 in der Normandie. Nach seinem Tod wurde er in der Zisterzienserabtei Llantarnam beigesetzt. Sein Haupterbe wurde sein Sohn Rhys ap Gruffudd, während sein jüngerer Sohn Gruffudd Bychan offenbar unter der Oberherrschaft seines Bruders die Besitzungen westlich von Cardiff erhielt.